# فرومرز
فرومرز (بالإنجليزية: Frommer's)‏ هي سلسلة دليل السفر التي أنشأها آرثر فرومر. وقد توسعت فرومرز لتشمل أكثر من 350 دليلاً إرشادياً عبر 14 سلسلة، بالإضافة إلى وسائل الإعلام الأخرى بما في ذلك برنامج Frommer's Travel Show الإخباري وموقع Frommers.com. في عام 2017، احتفلت فرومرز بالذكرى الستين لنشر الدليل. منذ مايو 2007، كان آرثر فرومر يدون حول السفر على موقع Frommers.com.

## وصلات خارجية
- الموقع الرسمي
- Frommers.com/Podcast – travel podcasts